# Stompetoren
Stompetoren est un village situé dans la commune néerlandaise de Alkmaar, dans la province de la Hollande-Septentrionale. En 2009, le village comptait environ 1 500 habitants.

## Personnalités liées à la ville
- Nicolette Bruining (1886-1963), Juste parmi les nations.